# Lactosa permeasa

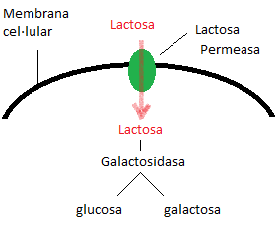
Entrada de la lactosa a través d'una membrana i posterior escissió en glucosa i galactosa.

La lactosa permeasa, també denominada permeasa de galactòsids, és una proteïna integral de membrana destinada al transport de lactosa, un disacàrid format per galactoses i glucoses present principalment a la llet i que és un nutrient essencial. El transport es dirigeix cap al medi intracel·lular en contra de gradient i quan la lactosa es torba a l'interior de la cèl·lula, s'escindeix en subunitats de monosacàrids. Aquest transportador ha estat molt estudiat durant les darreres dècades i es considera un arquetip útil per als transportadors secundaris que utilitzen un gradient de concentració per potenciar la formació d'un altre gradient.

## Paper de la lactosa permeasa com a transportador secundari
Hi ha molts processos de transport actiu que no estan impulsats directament per la hidròlisi de l'ATP, sinó que el que es fan és acoblar una molècula o ió en contra de gradient a un flux de molècules (o ions) a favor del gradient. Les proteïnes de membrana que bombegen partícules mitjançant aquest procés s'anomenen transportadors secundaris o cotransportadors. Aquestes proteïnes es poden tornar a dividir, en proteïnes d'antiport (si els fluxos van en sentit oposat) i en proteïnes de simport (si els fluxos van en el mateix sentit). Aquesta darrera família és a la qual pertany la lactosa permeasa. Relacionades amb aquestes famílies tenim les proteïnes d'uniport, que faciliten la difusió d'una molècula específica a través de la membrana en ambdues direccions.

## Estructura de la lactosa permeasa
La lactosa permeasa, monòmer de 417 residus d'aminoàcids, és una proteïna de membrana que es pot trobar als E. coli. Està formada per dues meitats: una conté l'extrem amino i l'altra conté l'extrem carboxil. Ambdues meitats estan unides per una única tira de polipèptid per la part citosòlica. Segons la comparació de la seqüència i les anàlisis d'hidropatia, la lactosa permeasa (així com tota la seva família de cotransportadors) conté 12 hèlix alfa transmembrana, de caràcter hidròfob. L'origen d'aquesta estructura sembla la duplicació i la fusió d'una proteïna de membrana de 6 hèlix alfa. Aquests tipus de proteïnes són “màquines” moleculars molt antigues i ben conservades, comunes avui dia en alguns bacteris i eucariotes. Les dues meitats de la lactosa permeasa (constituïdes per 6 hèlix alfa cadascuna, algunes d'elles una mica irregulars) estan ben separades i formen una mena de butxaca al centre de la proteïna, on s'allotjarà el disacàrid en qüestió. Aquesta “butxaca” és accessible per una via comunicada amb l'interior cel·lular.
La lactosa permeasa té dues conformacions:
- Conformació amb lloc d'unió de la lactosa de baixa afinitat que mira cap a l'interior de la cèl·lula.
- Conformació amb lloc d'unió de la lactosa d'alta afinitat que mira cap al medi extracel·lular.

## Mecanisme d'acció

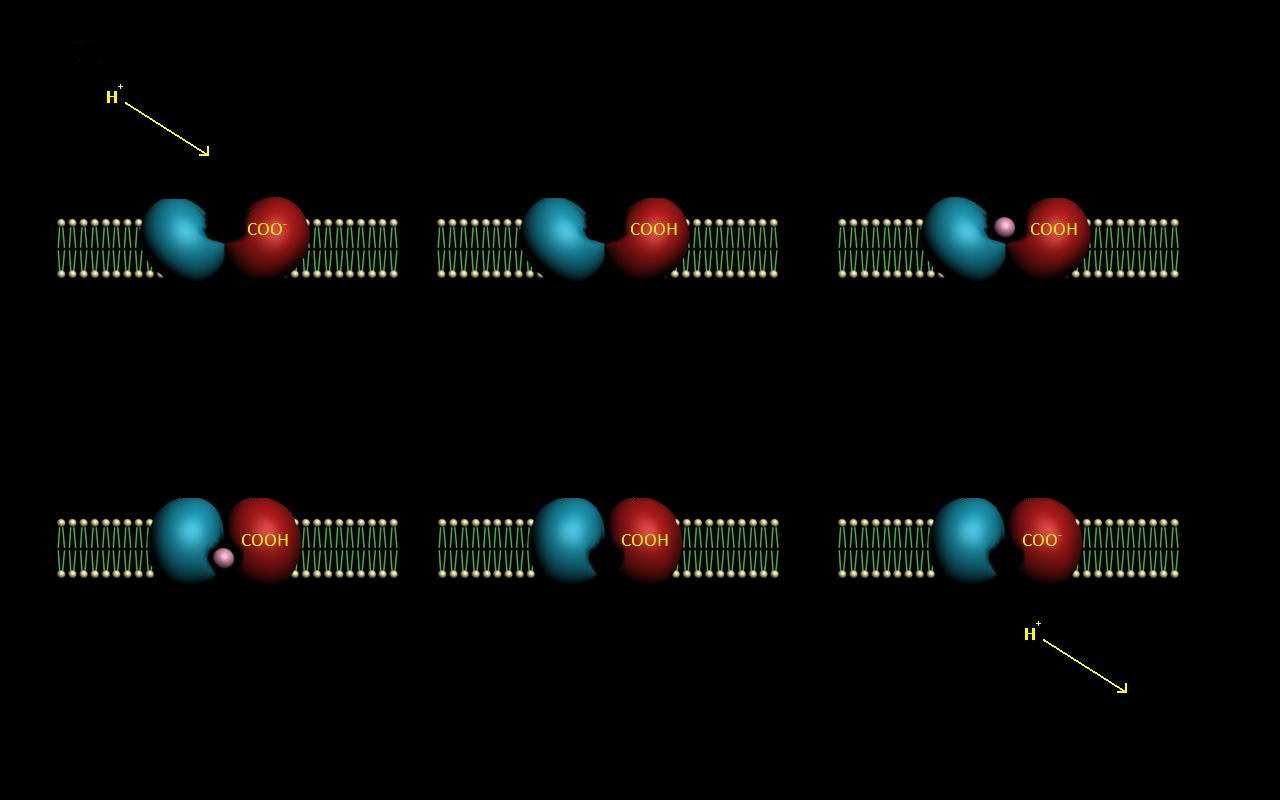
Mecanisme de transport de la lactosa a través d'una membrana.

La lactosa permeasa és una molècula implicada en el simport de lactosa. Per tant, transportarà lactosa en contra de gradient aprofitant l'energia que generarà la mateixa molècula al transportar una altra partícula a favor de gradient. En el cas de l'E. coli i la lactosa permeasa, les reaccions d'oxidació de molècules combustibles fan que es generi un gradient de protons cap a l'interior cel·lular, gradient que la lactosa permeasa aprofita per extreure energia i transportar la lactosa. El mecanisme comparteix moltes característiques amb les ATPases tipus P i els transportadors ABC. El procés s'inicia amb les dues meitats obertes i orientades de manera que la butxaca d'unió als lligands és accessible des de l'exterior de la cèl·lula. Aleshores, un protó provinent del lumen extracel·lular s'uneix a un residu de la permeasa (com el Glu 269). En la seva forma protonada, la lactosa permeasa és capaç d'unir una lactosa del medi extracel·lular i provocar un canvi conformacional de l'estructura de la lactosa permeasa (procés anomenat eversió). Aquesta modificació fa que la butxaca quedi orientada i oberta cap a la cara citosòlica. Aleshores s'allibera la lactosa, seguidament del protó, a l'interior cel·lular, provocant un altre canvi de conformació que tanca el cicle. Probablement es pot aplicar aquest mateix mecanisme de canvi conformacional a tots els transportadors secundaris l'arquitectura global dels quals sigui similar a la de lactasa permeasa.

## Catalitzadors i inhibidors de la lactosa permeasa
La taxa de transport de lactosa cap a l'interior del bacteri s'incrementa enormement en agregar D-galactat, una font d'energia útil per a la generació de gradients transmembrana de protons. A la inversa, els inhibidors del metabolisme oxidatiu, com el cianur, bloquegen la formació del gradient de protons i també el transport de lactosa. Un inhibidor competitiu del transport de lactosa és sensible a la polaritat del seu entorn, per la qual cosa aquest canvia quan s'uneix a la lactosa permeasa.